# 卡默劳
卡默劳是德国巴伐利亚州的一个市镇。总面积23.41平方公里，总人口2590人，其中男性1291人，女性1299人（2011年12月31日），人口密度111人/平方公里。